# Nino Carbe
 (avril 2021).
Si vous disposez d'ouvrages ou d'articles de référence ou si vous connaissez des sites web de qualité traitant du thème abordé ici, merci de compléter l'article en donnant les références utiles à sa vérifiabilité et en les liant à la section « Notes et références ».
Nino Carbe, né le 12 mars 1909 à Avola en Sicile et mort le 22 février 1993 à Glendale, est un artiste de décors et de layout pour l'animation, ayant travaillé entre autres pour les studios Disney et Walter Lantz Productions. 
Il est notamment connu être un des pionniers de l'illustration dessinée au stylo à bille et à l'encre.

## Biographie
Carbe est né à Avola, en Sicile et a immigré aux États-Unis, en passant par Ellis Island, à l'âge de trois ans avec sa mère Emanuela Tiralongo (son père, Corrado Carbe, ayant lui, immigré plus tôt afin de préparer leur installation). Il grandit à Brooklyn avec ses parents et ses frères cadets, Joseph et Paul.
Dès son plus jeune âge, il fait preuve d'un don inné pour l'art et la musique. Il commence très jeune à travailler comme peintre-assistant pour Willy Pogany, un artiste et illustrateur. Durant cette période, il se met également au violon, qu'il pratique chaque soir pendant que sa mère tricote au crochet. Il donne ensuite des cours de musique et aide sa mère à tricoter afin de ramener un peu d’argent au foyer. À l'âge de 16 ans, après avoir menti sur son âge pour y être intégré, il s'inscrit au cours d'art de Cooper Union.
La vie à la maison est tumultueuse. Il doit finalement quitter l'école afin de travailler pour aider financièrement sa famille. Il continue à travailler pour Willy Pogany mais aussi à peindre des fresques, illustrer des livres et apprend l'art du batik.

### Carrière
Parmi les différents projets auxquels il prend part, Carbe travaille en 1932 sur Frankenstein (Illustrated Editions Company), en 1931 sur Cyrano de Bergerac d'Edmond Rostand (Three Sirens Press edition), et en 1951 sur Eastern Love Stories. Durant cette période new-yorkaise, il exerce également pour Columbia Pictures Art.
Il s'installe en Californie en 1936 et commence à travailler pour Walt Disney, en tant qu'artiste aérographe, une nouvelle technique à l'époque très sollicitée, qu'il a apprise lorsqu'il retouchait en noir et blanc les photographies de Coland Columbia, à New York. Il travaille ensuite sur des scénarios après que Disney voit un de ses croquis d'une fée émergeant d'un pissenlit. Cette idée est développée et fait partie de la séquence de la fée Dragée dans Fantasia en 1940. Il reste chez Disney de 1938 à 1946, travaillant sur Fantasia, Bambi, Pinocchio, Make Mine Music, Dumbo, Victory Through Air Power, Duck Pimples, Canine Patrol, Pluto’s Kid Brother et, entre autres, The Purloined Pup. Durant cette période, il apporte également sa contribution aux studios Walter Lantz pour les films de formation sanitaire des forces armées.
En 1942, il illustre The beloved Golden Book classic Chip Chip écrit par Norman Wright.
En 1947, Carbe retourne à New York et continue à travailler pour des albums de jeunesse. Il conçoit des toiles et ne cesse de travailler en tant qu'illustrateur, réalisant des cartes de Noël pour des artistes américains ou pour le club du « Livre du Mois ». Il retourne en Californie en 1964 et travaille à nouveau pour Disney, notamment sur le film Le Livre de la Jungle, jusqu'à la mort de Walt Disney en 1966.
Ensuite il exerce pour les studios Walter Lantz - Woody Woodpecker, Chilli Willi, La famille Ours - puis pour Krantz/Paramount et leur série Spider-Man, ou encore pour Hanna - Barbera, He-Man et The Masters of the Universe, DePatie-Freleng -. Il continue à travailler indépendamment sur d'autres projets et en 1976 et 1977, travaille sur la version originale de Sanrio Productions Metamorphoses avant sa ré-edition très controversée. En 1980, il se met au service de Ralph Bakshi pour les effets spéciaux et les arrière-plans du Seigneur des Anneaux, puis pour son ami Dick Brown et la version animée de Flipper.
Durant des décennies, le portfolio de Carbe inclut peinture à l'eau, acrylique, peinture à l'huile, charbon, dessins au crayon, stylo à bille et encre. Il crée une ligne de foulards en batik, une sculpture en bronze, des armoires en bois, et des sérigraphies sur ses peintures de Frankenstein.

### Vie privée
Dès son plus jeune âge, Carbe apporte sa contribution financière au foyer familial. Il est l'aîné de trois enfants ; ses deux frères cadets, Joseph et Paul, sont nés aux États-Unis plusieurs années après l'arrivée de la famille en terre américaine. Ses parents Emanuela et Corrado, vivaient une relation particulièrement conflictuelle. Las de leurs disputes, Carbe trouve pour son père une maison séparée et il continue à vivre avec sa mère et ses frères. Bien que son père ait travaillé de temps en temps, Carbe comprend qu'aussi bien son père que sa mère, compte désormais sur lui pour leur assurer un confort financier. Lorsque son frère Joe a 19 ans, il s'accorde le droit de suivre ses amis et de traverser le pays pour aller en Californie.
Il a vent alors, qu'un certain Walt Disney est à la recherche d'artistes peintres. Il est présenté à Disney et commence à travailler aussitôt à son service. Il rencontre alors sa première épouse, Holly, avec laquelle il est marié très brièvement. Ils divorcent au début des années 40. Carbe continue à jouer de la musique. Il s'inscrit à une chorale sur Hollywood où il rencontre sa deuxième femme Betty Butts, qu'il épouse en 1947. Ils seront mariés jusqu'à sa disparition en 1993.
Carbe quitte son poste chez Disney, et avec son épouse et Victoria, la fille de cette dernière - Betty est veuve à la suite de la Seconde Guerre mondiale -, il décide de retourner dans le New Jersey où il achète une maison à Ridgefield. Il travaille alors en tant qu'artiste indépendant, illustre des livres et crée des cartes. En 1956, Betty donne naissance à leur fille Elisabeth. En 1963, la famille décide de retourner en Californie. Ils vivent à Hollywood avant d'acquérir une maison à Glendale. 
En 1964, il reprend son travail aux studios Disney mais à la mort de Walt, étant donné que Carbe a perdu son ancienneté puisqu'il a quitté son poste en 1947, il perd son poste au profit d'artistes graphistes. Il commence alors à travailler pour Walter Lantz puis pour Hanna-Barbera. Plus tard dans les années 70, sort son œuvre Métamorphoses et ses œuvres pour Ralph Bakshi.
Durant ses dernières années, il commence à créer un peu plus ses propres œuvres .
Nino Carbe meurt des suites d'une crise cardiaque, le 22 février 1993 à Glendale.

## Illustrations
- Cyrano De Bergerac, Edmond Rostand, Three Sirens Press, 1931
- Frankenstein, Mary Shelley, Illustrated Edition Co., 1932
- Eastern Love Stories, Shakespeare House, 1951
- Frankenstein, Mary Shelley cover art, International Book Automation, 1982
- Storms, Paul E Lehr & Harry McNaught, Golden Press, 1966
- Chip Chip, Golden Book, Norman Wright, Sydney: Davis Publications, 1948
- Three Buckaroos, Dixie Willson, édition  John Martin's House, 1950
- The Time Machine and Other Stories, HG Wells, édité par Scholastic Book Services, NY, 1966
- Cowboys, Jay Clack, Publisher London : Dean, 1970
- How Jacky Bunny came to Parson’s Wood, Peter David, John Martin's House; First Edition edition, 1950
- Hopalong Cassidy Makes New Friends: A Bonnie Book, édition Kenosha Wisconsin: Samuel Lowe Company, 1950
- Jolly Roger ,Thornton W. Burgess, Saalfield Publishing, 1953
- Billy the Bunny A Drive-in Theater Movie Book publié par Samuel Lowe Company, Wisconsin, 1951
- Some Fun, Coloring Book, Vintage Bonnie Book Childrens, 1958
- The Nutcracker Suite, Little, Brown and Company, 1940
- Sandals on the Golden Highway, Teri Martini, St. Anthony’s Guild Press, 1959
- A Thornton Burgess (Picture) Story Book, Burgess, Thornton W, publié par New York: Garden City Books, 1950, Stella & Andrew Schott
- Three Buckaroos Story By Dixie Willson, Published par WI: John Martin's House, 1951
- The Night Before Christmas, Clement Clark Moore, publié par The Saalfield Publishing Company, Akron 1949
- Barrack Room Ballads, Rudyard Kipling, New York: The Greystone Press, 1951
- Way Out West, Dixie Willson, publié par  Samuel Lowe Company, 1970
- Children’s Fairy Tales, Hans Christian Andersen, The Greystone Press, 1951
- Unc’ Billy Possum, Thornton Burgess, Samuel Lowe Company, 1953

## Filmographie

### Décor
- 1940 : Fantasia pour les séquences Toccata et Fugue en ré mineur, Casse-Noisette et Clair de lune (non diffusée)
- 1943 : Victoire dans les airs
- 1945 : Imagination débordante (Duck Pimples)
- 1945 : Patrouille canine (Canine Patrol)
- 1945 : Le Petit Frère de Pluto (Pluto's Kid Brother)
- 1945 : Pluto détective (The Purloined Pup)